# Правничо-термінологічна комісія УАН
Правничо-термінологічна комісія УАН — одна з наукових установ юридичного профілю ВУАН (УАН) у 1919-30. Заснована 27.ІІ 1919 відповідно до постанови Соціально-економічного відділу, затверджена 1.ІІІ 1919 Спільним зібранням УАН. Перше засідання Комісії відбулося 10.III 1919. Спочатку в її складі були О. І. Левицький (голова), Б. О. Кістяківський, А. Ю. Кримський, М. І. Радченко, О. Ф. Хруцький, П. Я. Стебницький, В. М. Ачкасов, О. М. Бутовський, І. Ю. Черкаський (секретар). У березні 1919 до них приєдналися ще 16 чол., серед яких були Г. Д. Вовкушевський (секретар Комісії з серпня 1927), В. І. Войткевич-Павлович (секретар Комісії з лютого 1921), М. І. Греков, А. Л. Дроб'язко, В. Й. Крижанівський, М. М. Товстоліс та ін.
Статус Правничо-термінологічної комісії ВУАН неодноразово змінювався. Так, у 1919 вона була окремою секцією Правописно-термінологічної комісії Історично-філологічного відділу УАН, а з 2-ї половини 1921 і до кінця 1925 — правничим відділом Інституту української наукової мови, який також входив до структури Історично-філологічного відділу. Від січня 1926 Комісія знову в складі Соціально-економічного відділу. Основним завданням Комісії було видання ґрунтовного академічного словника правничої термінології, який «найбільш відповідав би духові права та українській мові». Водночас Комісія мала давати консультації щодо правильності вживання юридичних термінів. Вона продовжила традицію термінологічних досліджень, які здійснювалися з середини 19 ст. у західних регіонах України, а після повалення російського самодержавства — термінологічними комісіями Українського правничого товариства (за Центральної Ради) і міністерства судових справ (за Української Держави). Перше засідання П.-т. к. ВУАН відбулося 10.1 II 1919. її діяльність полягала в систематичному перегляді всіх словників української мови, пам'яток українського права, актових книг українських судових установ 14—18 ст., інших письмових, рукописних і навіть усних джерел з метою виявлення у них юридичних термінів. Терміни бралися з сучасної живої народної мови та з юридичної мови минулого Правобережної та Лівобережної України.
В умовах громадянської війни, голоду та інфляції післявоєнних років коло співробітників Комісії значно повужчало, і в кінці 1922 в ній залишалася лише невелика група ентузіастів. Від серпня 1922 її очолював В. И. Крижанівський, з листопада 1923 — І. Ю. Черкаський.
Актуальність праці Комісії істотно зросла у зв'язку з процесом українізації державних, у тому числі юридичних, органів, а найбільше після прийняття постанови ВУЦВК і РНК УРСР «Про засоби забезпечення рівноправності мов і сприяння розвитку української мови» від 1.VIII 1923. В листопаді 1923 Комісія закінчила збирання термінологічних матеріалівлів і приступила до редагування словника, яке в основному було завершено до червня 1924. Остаточне редагування тексту здійснив А. Ю. Кримський. Словник вийшов друком у серпні 1926 під назвою «Російсько-український словник правничої мови (понад 67 000 слів). Праця Правниче-термінологічної комісії при Соціально-економічному відділі Академії наук». Упродовж 1926—28 Комісія працювала над 2-м виданням словника, а також вела консультаційну роботу, зокрема підготувала ряд висновків на прохання Правничо-термінологічної комісії при РНК УСРР, заснованій у листопаді 1927. Надавала допомогу в практичній законопідготовчій роботі. За дорученням М. П. Василенко (редактора видань Соціально-економічного відділу) здійснювала переклад або редагування ряду наукових праць відділу, зокрема «Короткої банківської й комерційної енциклопедії» Ю. Ясинського (1926).
Довести до кінця підготовку 2-го видання словника не вдалося. 7.III 1930 Комісію передано до складу Інституту української наукової мови, де вона й припинила свою діяльність через згортання українізації, зниження інтересу партійно-державних органів до проблем української юридичної термінології. Багатьох членів Комісії було репресовано. Словник було перевидано 1984 зусиллями Науково-дослідного товариства української термінології у м. Нью-Йорку (США).

## Видання Комісії
- Російсько-український словник правничої мови. Понад 67000 слів / Правничо-термінологічна комісія при соціально-економічному відділі ВУАН; Гол. ред. А. Кримський. — К., 1926